# Cornelis Blaeu
Cornelis Blaeu (1610 - 1642) was een Amsterdamse drukker. Hij werd geboren als zoon van de drukker en cartograaf Willem Jansz. Blaeu en diens echtgenote Maritgen Cornelisdr van Uitgeest.
Cornelis zette samen met zijn oudere broer Joan Blaeu de drukkerij van hun vader Willem voort, nadat deze in 1638 was overleden. Dit was al zo besloten in 1636 door Willem: hij maakte in dat jaar zijn testament op en wees het beheer en directie van de winkel drukkerij aan Joan en Cornelis toe.
In 1639 trouwde Cornelis met Elisabeth van Hoorn. Een jaar later ging hij op de Bloemgracht wonen in het huis annex drukkerij van zijn vader.
De gebroeders Cornelis en Joan waren onder meer verantwoordelijk voor het uitgeven van diverse atlaskaarten en het werk Marie de Medicis entrant en Amsterdam, ou histoire de la Réception van Barlaeus.
- Bibsys: 1560455411208
- Biblioteca Nacional de España: XX4581620
- Bibliothèque nationale de France: cb15239919w (data)
- Biografisch Portaal: 53914884
- Catàleg d'autoritats de noms i títols de Catalunya: 981058528801506706
- Gemeinsame Normdatei: 1037524047
- International Standard Name Identifier: 0000 0001 1071 1218
- Library of Congress Control Number: no2012161738
- Nationale Bibliotheek van Tsjechië: mzk2009528227
- Nationale Bibliotheek van Israël: 987007296346205171
- Nationale en Universitaire bibliotheek Zagreb: 000238300
- Nederlandse Thesaurus van Auteursnamen: 069757364
- Réseau des bibliothèques de Suisse occidentale: 02-A009389888
- Système universitaire de documentation: 069521042
- Virtual International Authority File: 74522140
- WorldCat: E39PBJtMpbKtDTgxcr3WCtHgrq